# Hiliota ventregroga
La hiliota ventregroga (Hyliota flavigaster) és una espècie d'ocell de la família dels hiliòtids (Hyliotidae) que habita els boscos de l'Àfrica subsahariana, des del Senegal i Guinea cap a l'est fins a Etiòpia, i cap al sud fins a Moçambic i Angola.